# Klimax
Klimax betecknar en höjdpunkt eller kulmen på en process eller händelse. I sexuella sammanhang kan det också syfta på orgasm. Inom biologin betecknar klimax också ett växtsamhälle eller ekosystem som bildar ett stabilt slutstadium. 
Inom klassisk retorik är klimax en figur där ett ord i en sats återkommer i ny funktion i en annan sats och ett ord i denna på samma sätt i en tredje osv. I modern stilistik är klimax att gradvis nå fram till det starkaste uttrycket (se också stegring). Motsatsen är antiklimax. 
I litteratur byggs berättelsens exposition upp genom en instabil situation, en konflikt, till en klimax med peripeti, som är den intensivaste fasen, varefter kommer mindre betydande händelser med en sjunkande fas, dénouement, till en stabil situation. Det kallas Freytags pyramid och utvecklades av litteraturkritikern Gustav Freytag 1863. Efter klimaxen når läsaren katharsis.

## Klimax inomretoriken
Klimax eller gradatio som det översätts till på latin, är en retorisk figur (en stilfigur som är medel att förstärka ditt tal) som innebär att talaren inte går över till ett följande ord förrän han har upprepat ett tidigare. Vanligen består en klimax av tre följande satser som uttrycker något med en stigande grad med styrka i orden, samtidigt som satserna blir längre och längre, exempelvis ”Jag är upprörd. Nej jag är faktiskt riktigt arg. Man skulle kunna säga att jag är heligt förbannad”.  
Klimax är kategoriserad till stegringsfigurerna. I en allmän uppfattning är klimax inte bara en viss officiell uppbyggnad utan varje sätt att organisera talet som successivt ökar dess uttryckskraft. Som talare vädjar du ofta till känslorna (pathos). När din publik har funnit sig tillrätta i den aktuella talmiljön är de kanske inte beredda för ett hetsigt framförande på en gång. Dit kan du föra dem i delsträckor. Effekten av en lyckad klimax är att känslan för ämnet ökar hos både talare och publik.
Figuren talaren använder sig av för att få sitt budskap forcerat genom en stegring; höjdpunkt i talet. Mängden eller eftertrycket i budskapet ökar från mening till mening (tre följdsatser). I en klimax bildar alltså de olika följdsatserna allt starkare uttryck för en generell grundtanke.
Ett agerande från talaren blir särskilt verkningsfullt om den med hjälp av pathos, låter en klimax stegvis växa i styrka, så att det sista blir det tyngsta argumentet, exempelvis ”Vi har de nya idéerna. Vi har de unga väljarna. Och vi har kraften att bryta upp ur gamla hjulspår och slå in på nya vägar”. I detta exempel ligger det sista och mest relevanta budskapet sist. Slutmeningen har den mest framträdande argumentet genom sin språkliga utformning av de tre som tas upp. Detta kan man se genom två saker, det är avgjort sedan länge än de övriga och den har en mer komplicerad uppbyggnad: objekten är utbyggda med infinitivparoller och två led är samordnade med ”och”. Det är alltså en sådan här stilfigur som kallas för klimax, en retorisk figur där tre följande satser bildar allt starkare intryck för en generell huvudtanke.

### Exempel
”Jag kom, jag såg, jag segrade” – Julius Caesar